# Bachledova
Bachledova  est une petite station de ski située dans la vallée de Bachledova dolina à proximité immédiate de Ždiar dans la région de Prešov, dans le nord de la Slovaquie.